# Sigvard Eklund
Sigvard Arne Eklund, född 19 juni 1911 i Kiruna, död 30 januari 2000 i Wien, var en svensk kärnfysiker och ämbetsman.

## Biografi
Eklund tog magisterexamen 1936, erhöll doktorsgrad vid Uppsala universitet 1946, och blev samma år docent i kärnfysik vid Kungliga Tekniska högskolan. Mellan 1937 och 1945 var han anställd vid Nobelinstitutet för fysik, där han hade lokaler vägg i vägg med Lise Meitners personliga laboratorium, och de två blev goda vänner. Han var anställd vid Försvarets forskningsanstalt (FOA) 1945–1950. Han samordnade det civila kärnteknikprogrammet vid AB Atomenergi, där han var forskningschef från 1950, med det militära vid FOA. Eklund var även projektledare för byggandet av den första svenska kärnreaktorn R1, som uppfördes vid KTH i Stockholm.
År 1957 accepterade Eklund ett erbjudande från FN:s generalsekreterare Dag Hammarskjöld att organisera "The 2nd World Conference on the Peaceful Uses of Atomic Energy", som sedan hölls i Genève 1958. Eklund hade då en position som motsvarade "undersecretary" i FN.
Åren 1961-1981 var Eklund generaldirektör för det internationella atomenergiorganet IAEA. Därefter utnämndes han till Director General Emeritus, vilket var en ovanlig hedersbetygelse vid denna tidpunkt.
Eklund invaldes 1953 som ledamot av Ingenjörsvetenskapsakademien, 1972 av Vetenskapsakademien, promoverades till teknologie hedersdoktor vid Chalmers tekniska högskola 1974 samt vid Kungliga Tekniska högskolan 1980.. Han blev Jubeldoktor vid Uppsala universitet 1996, och var under en period även medlem i Norrbottensakademien. Eklund var hedersledamot i American Nuclear Society.
Eklund tilldelades även en rad internationella utmärkelser och hedersbetygelser. Han var Ehrensenator vid Universitetet i Wien, samt utnämndes till hedersdoktor även vid en rad utländska universitet, bland annat i Krakow, Buenos Aires, Graz och Columbia University i New York. Bland de utmärkelser han tilldelades kan nämnas medalj från Massachusetts Institute of Technology [MIT] samt "Atoms for Peace Award" i USA. Dessutom fick han ett stort antal ordnar från en rad olika länder, däribland en av de finaste ordnar som en icke statschef kan få i Japan.

## Utmärkelser
- Kommendör av första klass av Nordstjärneorden, 18 november 1971.[13]

1980 Medalj 12:e storleken i serafimerordens band